# Û̱
Û̱ (minuscule : û̱), appelé U accent circonflexe macron souscrit, est une lettre latine utilisée dans l’écriture du kiowa.

## Utilisation
En kiowa écrit avec l’orthographe McKenzie ou SIL, le ‹ Û̱, û̱ › représente le même son que la lettre U, le macron souscrit indiquant la nasalisation et l’accent circonflexe indiquant un ton tombant.

## Usage informatique
Le U accent circonflexe macron souscrit peut être représenté avec les caractères Unicode suivants : 
- précomposé et normalisé NFC (supplément latin-1, diacritiques) :

| formes    | représentations | chaînes de caractères | points de code | descriptions                                                             |
| --------- | --------------- | --------------------- | -------------- | ------------------------------------------------------------------------ |
| capitale  | Û̱               | Û◌̱                    | U+00DB U+0331  | lettre majuscule latine u accent circonflexe diacritique macron souscrit |
| minuscule | û̱               | û◌̱                    | U+00FB U+0331  | lettre minuscule latine u accent circonflexe diacritique macron souscrit |

- décomposé et normalisé NFD (latin de base, diacritiques) :

| formes    | représentations | chaînes de caractères | points de code       | descriptions                                                                         |
| --------- | --------------- | --------------------- | -------------------- | ------------------------------------------------------------------------------------ |
| capitale  | Û̱               | U◌̱◌̂                   | U+0055 U+0331 U+0302 | lettre majuscule latine u diacritique macron souscrit diacritique accent circonflexe |
| minuscule | û̱               | u◌̱◌̂                   | U+0075 U+0331 U+0302 | lettre minuscule latine u diacritique macron souscrit diacritique accent circonflexe |